# När Herren Kristus födder var
När Herren Kristus födder var (tyska: Da Christus geboren war) är en tysk julpsalm av Michael Weisse. Texten översattes till svenska av Jesper Svedberg.

## Publicerad i
- Den svenska psalmboken 1694 som nummer 138 under rubriken "Jule-högtids Psalmer - Om Christi Födelse".
- Den svenska psalmboken 1695 som nummer 133 under rubriken "Jule-högtids Psalmer - Om Christi Födelse".[1]